# Assur (Assíria)
Assur (/aˈsuh/); em sumério: 𒀭𒊹𒆠; romaniz.: AN.ŠAR2KI; em acádio: ; romaniz.: Aš-šurKI; lit.  "Cidade do deus Assur"; em siríaco: ܐܫܘܪ; em persa antigo: 𐎠𐎰𐎢𐎼; em persa: آشور; em hebraico: אַשּׁוּר; romaniz.: Aššûr) foi uma cidade da Assíria, sua primeira capital. Está situada na atual cidade de Alsarcate [en], no distrito de mesmo nome.

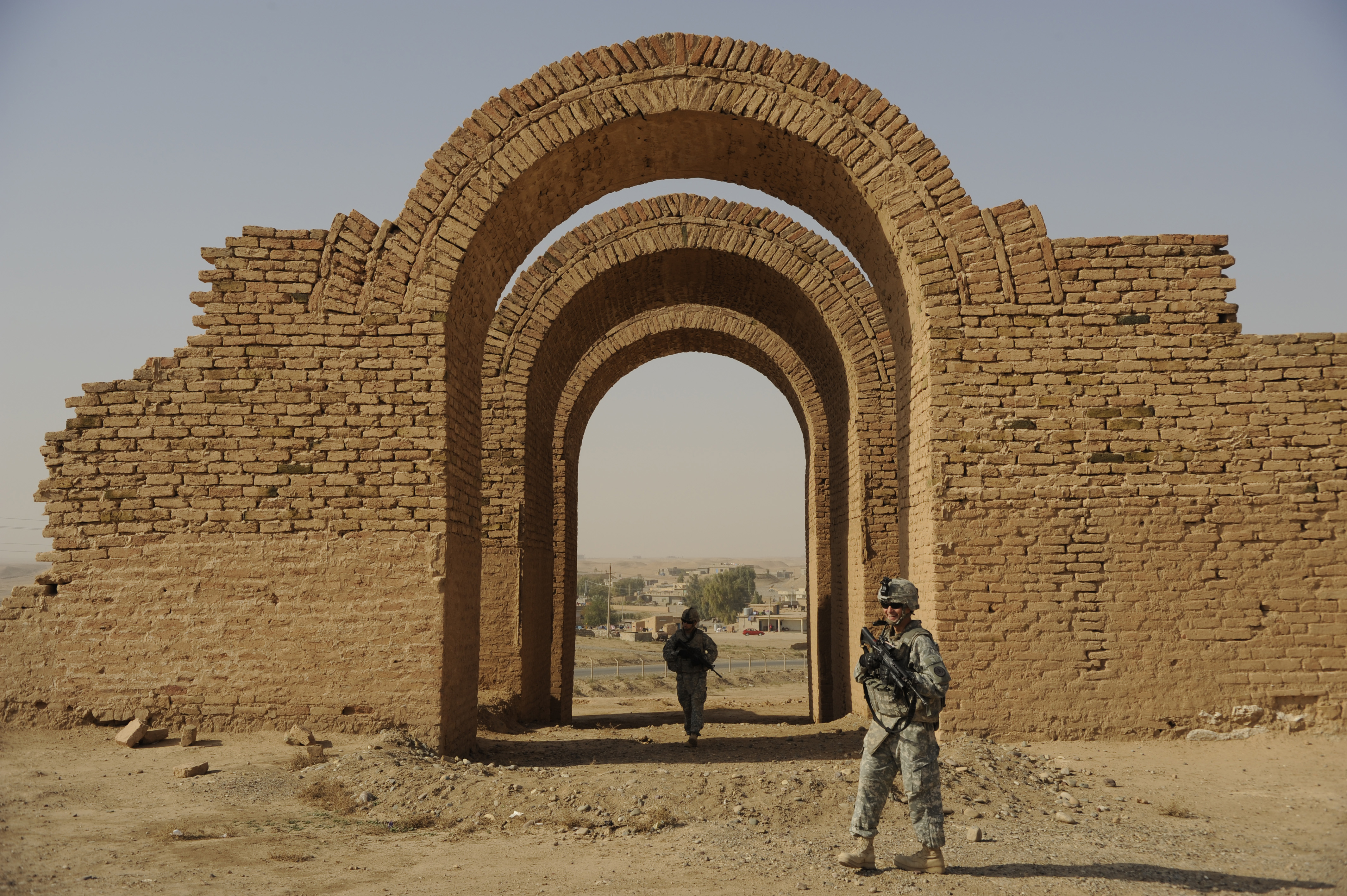
Soldados americanos de guarda nas ruínas de Assur.

Localiza-se junto ao rio Tigre no norte da Mesopotâmia, numa zona geoecológica específica, bordejando zonas de agricultura alimentada por chuva e zonas de agricultura de irrigação. Assur era certamente menor e menos bem situado que as outras capitais Ninrude e Nínive. A cidade data do terceiro milénio a.C., e entre os séculos XIV e IX a.C. foi a primeira capital do Império Assírio, uma cidade-estado e plataforma de importância internacional. Também serviu como capital religiosa dos assírios, sendo associada ao deus homónimo Assur. A cidade foi destruída pelo Império Neobabilônico, tendo sido reabilitada durante o tempo do Império Parta, por volta dos séculos I e II.

## História da pesquisa
A exploração do local de Assur começou em 1898 por arqueólogos alemães. As escavações começaram em 1900 por Friedrich Delitzsch [en] e continuaram em 1903–1913 por uma equipe da Deutsche Orient-Gesellschaft [en] liderada inicialmente por Robert Koldewey e depois por Walter Andrae [en]. Mais de 16.000 tabuletas de argila com textos cuneiformes foram descobertas. Muitos dos objetos encontrados foram para o Museu de Pérgamo em Berlim.
Mais recentemente, Assur foi escavado por B. Hrouda para a Universidade Luís Maximiliano de Munique e para o Ministério da Cultura da Baviera em 1990. Durante o mesmo período, em 1988 e 1989, o local estava sendo trabalhado por R. Dittmann em nome da Deutsche Forschungsgemeinschaft.

## Nome
Assur é o nome da cidade, da terra governada pela cidade e de sua divindade tutelar da qual os nativos tomaram seu nome, assim como toda a nação da Assíria que abrange o que hoje é o norte do Iraque, o nordeste da Síria e o sudeste Turquia. Hoje, os assírios ainda são encontrados em todo o Oriente Médio, particularmente no Iraque, Irã, Síria, Turquia e na Diáspora no mundo ocidental. Assur também é a origem dos nomes Síria e termos para cristãos siríacos, sendo estas originalmente derivações indo-europeias da Assíria, e por muitos séculos aplicando-se apenas à Assíria e aos assírios (ver Etimologia da Síria) antes de também ser aplicada ao Levante e seus habitantes pelo Império Selêucida no século III a.C..

## Na Bíblia
De acordo com a Bíblia, Assur foi um filho de Sem, filho de Noé. Foi depois que os semitas adquiriram a supremacia na Acádia que as colônias assírias foram fundadas. Assur, provavelmente, foi um rei que foi deificado (como o deus Assur) e se tornou o deus da cidade de Assur, de onde deriva o nome Assíria.

## História

### Período Antigo

#### Terceiro milênio a.C.

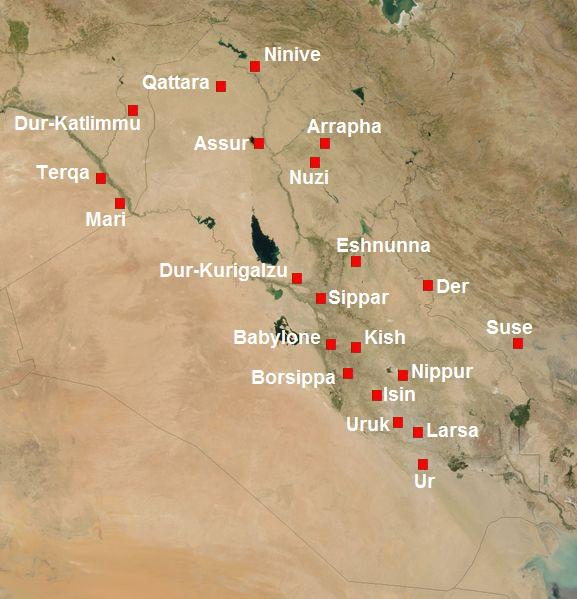
Mesopotâmia durante o

Na época do Império Acádio, Assur era uma cidade-estado e foi um centro importante, tanto que estava submetida a Sargão da Acádia. No decurso da terceira dinastia de Ur (2112–2004 a.C.), governadores de Ur começaram a administrar a cidade, no tempo em que a Mesopotâmia era unificada. Um exemplo disso é a inscrição em uma placa de pedra perfurada que afirma que Zarricum, governador de Assur durante o reinado de Amar-Sim, construiu um templo para a deusa Belatecalim. O templo de Istar e as descobertas contidas nela são os principais pontos de evidências arqueológicas. A cidade era deificada e naquela região foi nomeada Mat Assur (lit.  "terra de Assur"). As invasões de amoritas entre o terceiro e segundo milênio a.C. possibilitaram a ter um reino assírio independente e próspero.
Em menos de um século, Assur tornou-se um importante centro de negócios. As atividades de seus mercadores na Anatólia podem ser aprendidas com milhares de estelas de Cultepe, que geralmente se referem ao comércio de cobre, mas também registram muitos aspectos da vida diária.

#### Antigo Império Assírio

Planta do templo de Assur por Samsiadade I.

Na época do Antigo Império Assírio, Assur era apenas uma cidade-estado governada por uma oligarquia das principais famílias que controlavam o comércio populacional assírio. Esta organização foi inserida durante o reinado de Samsiadade I, entre 1 813 a 1 780 a.C.. O rei assírio havia estabelecido seu poder na Anatólia, Mesopotâmia e Levante, criando fortificações nas principias colônias comerciais, principalmente Assur. Samsiadade foi responsável por expulsar os amoritas e garantir o seu domínio sobre Assur.
Depois de sua morte, seu filho e sucessor, Ismedagã I, foi derrotado por Hamurabi da Babilônia, e seu filho Mutascur foi vassalo deste rei durante seu reinado. No entanto, após a morte de Hamurabi, o poder babilônico começou a se quebrar, possibilitando a revolta dos assírios contra a Babilônia. Enquanto a guerra civil acabava com os babilônios no decorrer do tempo, Adasi assumia o trono assírio. Ele conseguiu rapidamente estabilizar a região ao redor de Assur e expandir seu reino terrotorialmente.

### Período Médio

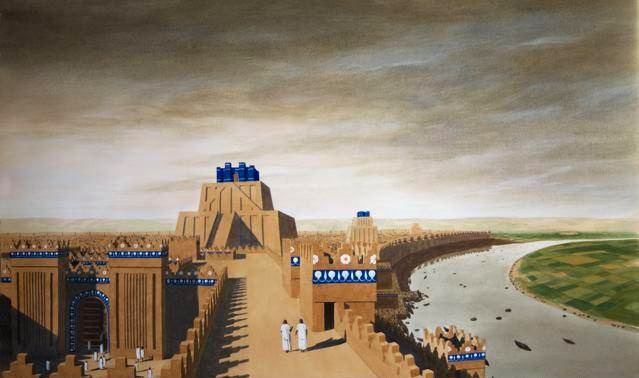
Remontagem de Assur no período Médio Assírio

Quanto Mitani conquistou o norte da Mesopotâmia, várias cidades assírias caíram sob seu domínio, dentre elas Nínive e Assur, além do distrito conhecido, pelos assírios, como Musri [en]. Assurbelnisesu [en], rei de Assur, teve força suficiente para lidar com o rei cassita Caraindás [en], com quem celebrou um acordo de fronteiras. Ele foi contemporâneo de Tutemés III, faraó do Egito, que dominou a Síria e a Palestina, reconheceu a Assíria como um poder independente, a quem ajudou com ouro, formando uma aliança contra Mitani, o inimigo comum.
Ao final do reinado de Tutemés III, Saussatar [en], rei de Mitani, temendo o poder da Assíria, a invadiu, e capturou e saqueou Assur, cujo rei, Assurnadinaque I, era aliado do Egito. Por cerca de cem anos, cinco reis de Mitani foram suseranos da Assíria. O domínio de Mitani terminou quando Assurubalite I foi rei de Assur. Ele escreveu a Aquenáton, lembrando da antiga aliança, e que embaixadores não haviam sido enviados desde o reinado de Assurnadinaque.
Salmanaser I, filho de Adadenirari I, fez melhorias em Assur e, como seu reinado foi próspero, decidiu construir a cidade Calú (Ninrude), lugar onde a corte assíria se transferiu mais tarde. Tuculti-Ninurta I, seu sucessor, fez mais reformas e outros projetos para a construção, e posteriormente fez sua própria cidade, Car-Tuculti-Ninurta.

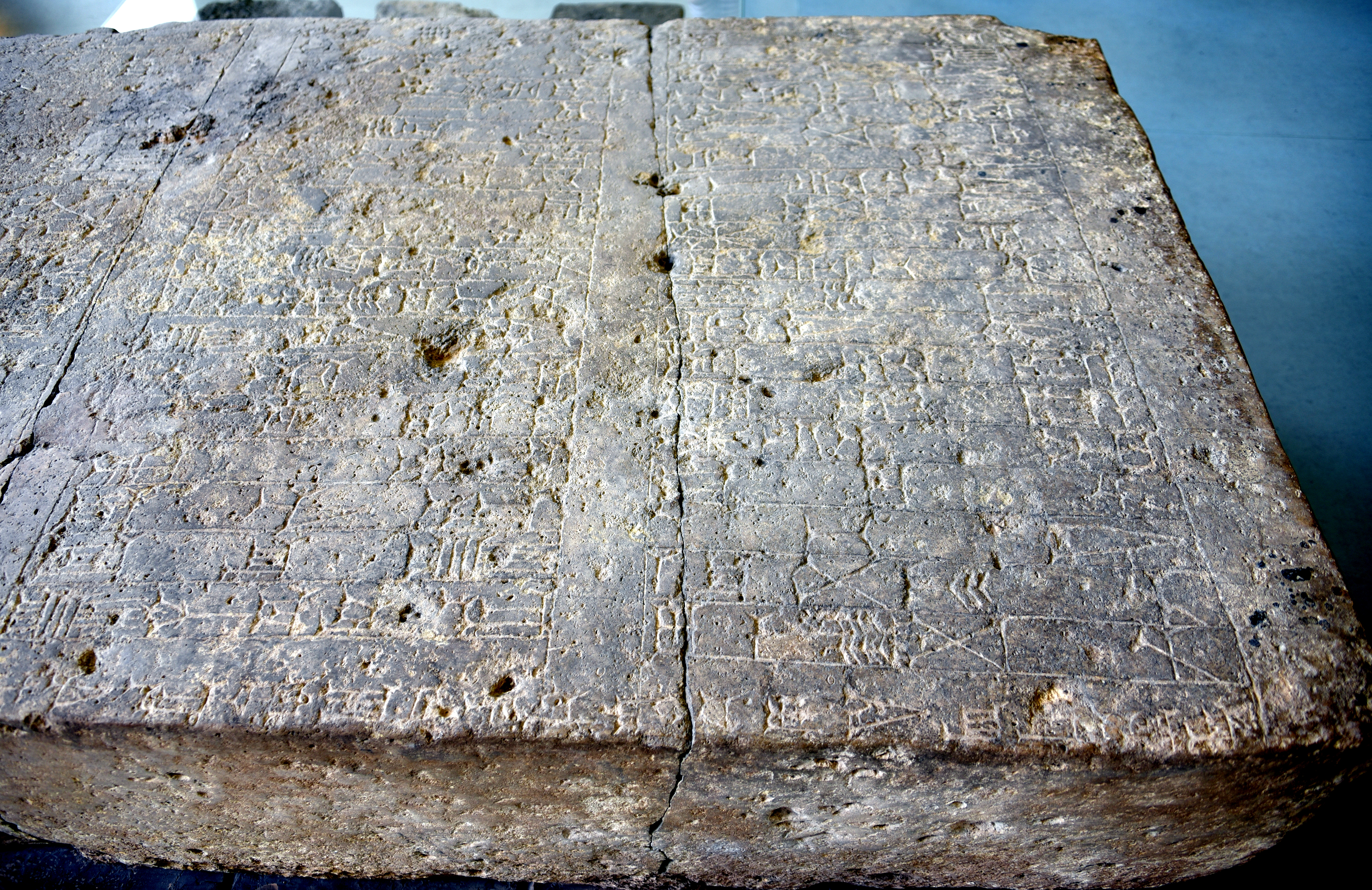
Laje de pedra calcária de fundação do Templo de Istar de Tuculti-Ninurta I, século XIII a.C., de Assur, Iraque. Museu de Pérgamo em Berlim

Tuculti-Ninurta fez reformas no templo de Istar em Assur e havia comissionado outros projetos, sendo que estes estavam melhorando o que os reis antepassados fizeram com êxito. Com o decorrer do tempo, o monarca foi assassinado por um de seus filhos, ocasionando o abandono de sua cidade em favor de Assur.
A cidade continuou sendo capital até o reinado de Tiglate-Pileser I, que emitiu seus códigos de leis e fez melhorias nos palácios e nas paredes usando excessivamente suas riquezas. Até então, a Assíria conseguiu expandir seu poder na dependência das vítimas durante a crise e o colapso da Idade do Bronze, mas em c. 1 075 a.C., sofreu uma cota de problemas, e entre elas algumas partes ocidentais de língua aramaica do reino assírio tornaram-se independentes. Por um século e meio, a Assíria estava em queda.

### Período Novo

Mapa do Império Neoassírio

O surgimento de Adadenirari II e a ascensão do Império Neoassírio fez com que a cidade se desfrutasse de sua antiga prosperidade. Adadenirari reconquistou territórios perdidos do domínio assírio e expandiu o seu império para outras direções, fazendo com que Assur se tornasse o "centro da roda gigante", com as riquezas fluindo regularmente para a capital com as campanhas dos reis.

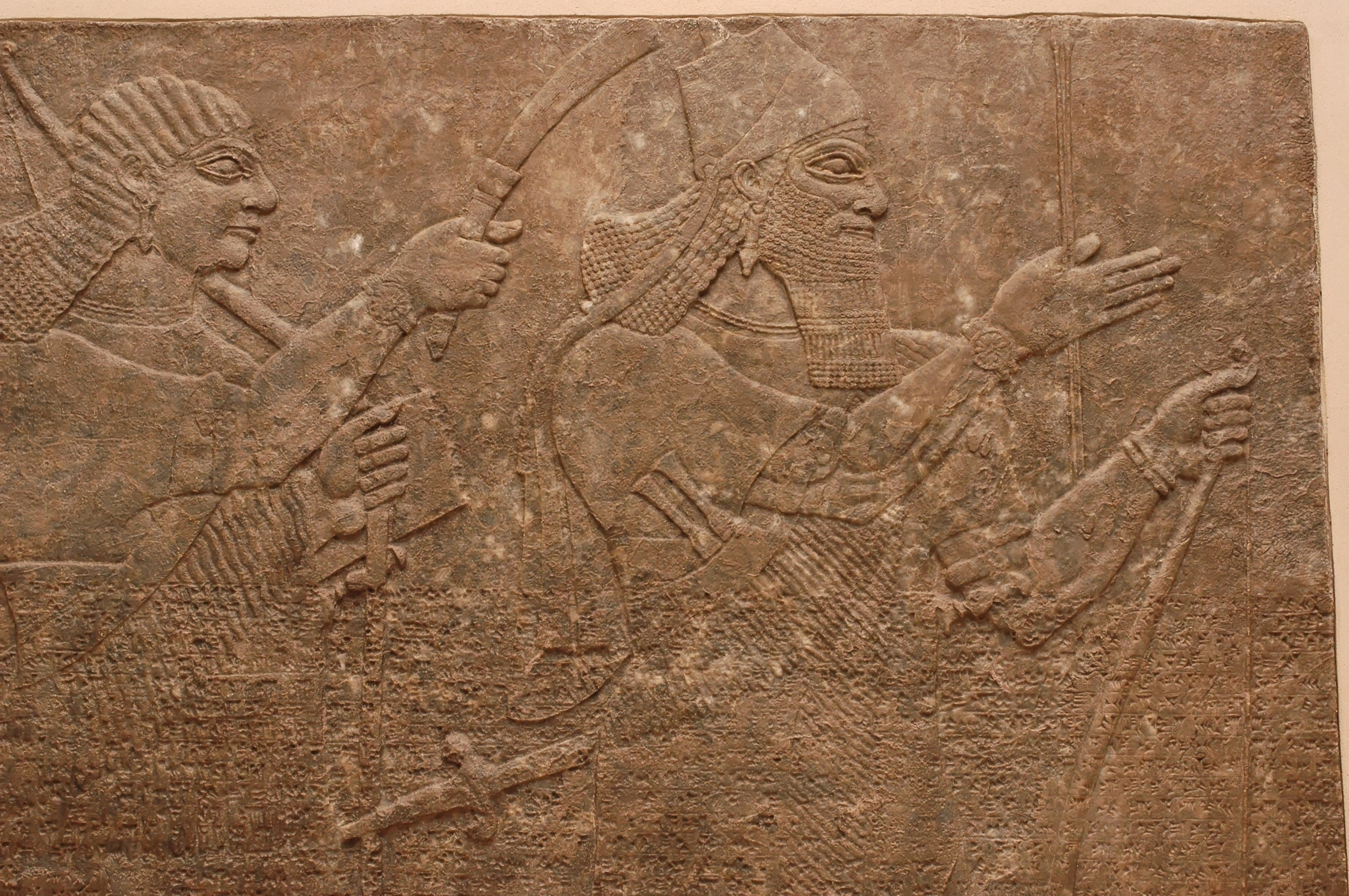
Relevo de alabastro de gesso no palácio de Assurnasirpal em Calú mostrando o rei e seu escudeiro,

No reinado de Assurnasirpal II, as riquezas assírias foram resgatadas e o reino voltou a estar estável como no tempo de Tiglate-Pileser I. Assurnasirpal transferiu a capital de Assur para Calú (Ninrude), contudo não afetou a prosperidade ou relevância de Assur. Após campanhas bem-sucedidas de Assurnasirpal, Calú foi renovado e tornou-se capital pelo mesmo motivo que Tuculti-Ninurta I estabeleceu sua cidade: o nome foi elevado acima de seu antecessor.
Talvez o motivo seja que Assurnasirpal II queria uma cidade virgem sem população coesa. Naquela época, a Assíria era uma cidade de muito prestígio, e seus cidadãos tinham orgulho de sua cidade e de serem assurianos. Portanto, foi sugerido que Assurnasirpal transferisse a capital para estabelecer uma base real que fosse menos orgulhosa da população e, portanto, mais fácil de administrar.
Posteriormente, a cidade Assur perdeu seu significado político com surgimentos de novas capitais, como a própria Calú, Dur Sarruquim e Nínive.
Mesmo assim, ela foi defendida das guerras civis que ocorria no reinado de Samsiadade V, e Tiglate-Pileser III, rei ulterior, renovou a cidade com suas riquezas e fortaleceu as paredes da cidade, e esse processo de enriquecimento acontecia sucessivamente ao longo dos reinados assírios. Senaqueribe trouxe despojos depois do saque na Babilônia. Embora Nínive seja sua capital e tivesse despejado riquezas em jardins, parques e nos palácios da cidade, o rei ainda honrava Assur.

#### Queda
Nos finais do século VII a.C., após a morte de Assurbanípal, iniciou-se revoltas nas regiões do império e logo em seguida Assur foi saqueada e incendiada pelos medos de Ciaxares, onde permaneceu abandonada por muito tempo. Dois anos mais tarde, a cidade de Nínive passa a ser conquistada pelos babilônios, medos, citas, persas e entre outros.

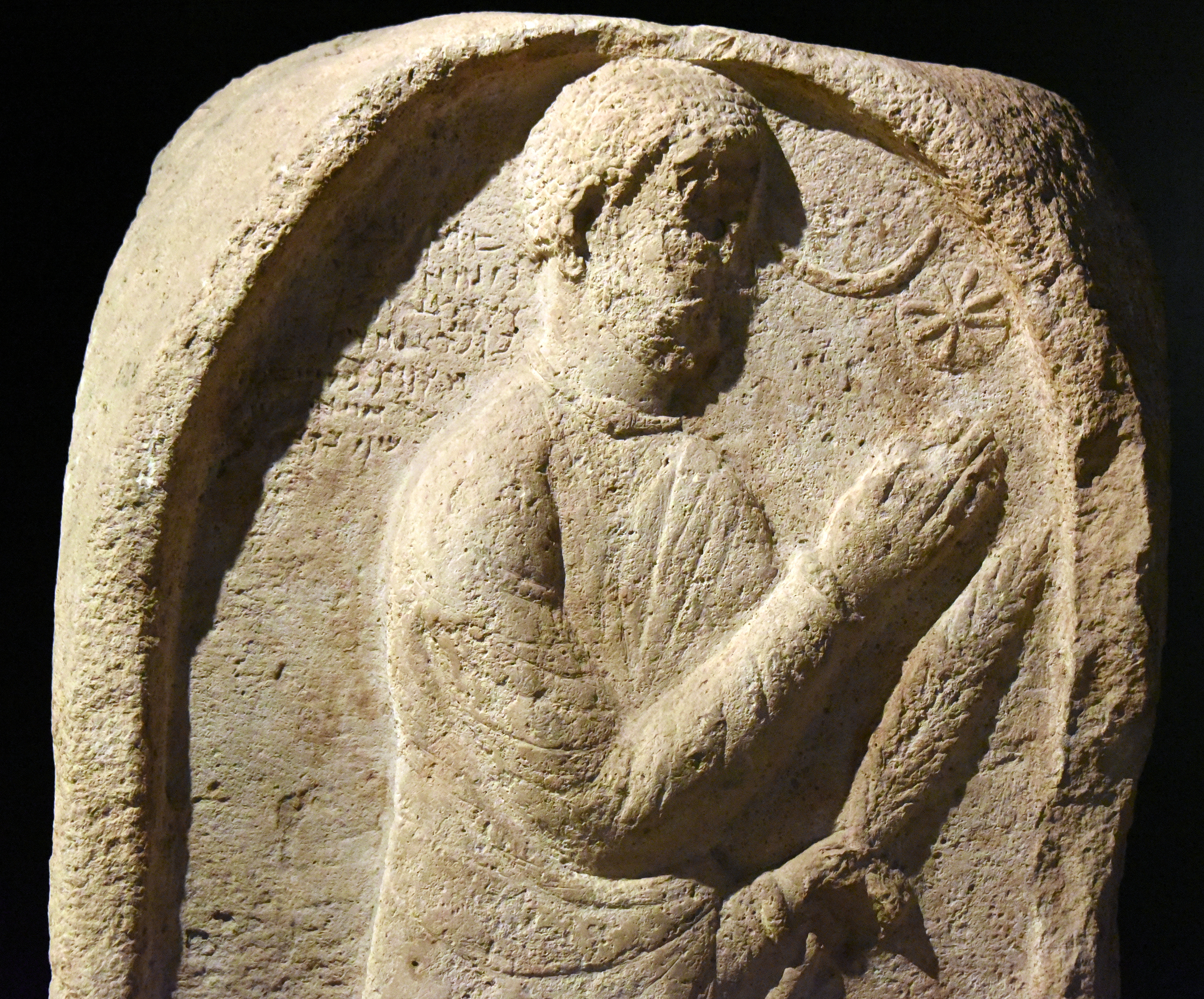
Estela parta encontrada em Assur, Iraque. Museu de Arqueologia, Istambul.

Apenas no século I d.C., Assur ressurgiu durante o Império Parta, e foi uma residência de um governador semiautônomo que havia construído um palácio e reabriu o templo de Assur. Em 247 a.C., depois que os sassânidas capituraram a cidade, Assur foi abandonada.